# Armaueriidae
Armaueriidae es una familia de gusanos pertenecientes al orden Polystilifera.

## Géneros
- Armaueria Brinkmann, 1917
- Mesarmaueria Korotkevich, 1955
- Neoarmaueria Chernyshev, 1992
- Proarmaueria Coe, 1926
- Proarmaueriella Chernyshev, 1992
- Xenoarmaueria Chernyshev, 1992
- Zinarmaueria Chernyshev, 1992